# Кузнецов, Михаил Андреевич (1922—2004)
Михаил Андреевич Кузнецов (22 сентября 1922 г., дер. Новая, Палехский район, Ивановская область, РСФСР — 15 августа 2004 г., Санкт-Петербург, Россия) — ветеран Великой Отечественной войны. С 1976 по 1986 гг. — начальник Ленинградского высшего ордена Ленина Краснознаменного училища Железнодорожных войск и военных сообщений имени М. В. Фрунзе (в настоящее время — Военный институт (железнодорожных войск и военных сообщений) федерального государственного казенного военного образовательного учреждения высшего образования «Военная академия материально-технического обеспечения имени генерала армии А. В. Хрулёва» Министерства обороны Российской Федерации), генерал-майор.

## Биография
Родился 22 сентября 1922 года.
В 1940 году с отличием окончил 10 классов средней школы в г. Шуе Ивановской области. В том же году был призван в ряды Вооруженных Сил СССР.
В годы Великой Отечественной войны служил в составе 10 отдельного восстановительного железнодорожного батальона на Южном, Крымском, Северо-Кавказском и Закавказском фронтах, в составе Управления 36 железнодорожной бригады на Северо-Кавказском фронте, а также в составе 10 отдельной Краснознаменной восстановительной железнодорожной бригады на 2 Украинском фронте и Отдельной Приморской армии.
В 1953 году с отличием окончил Военно-Транспортную Академию имени Л. М. Кагановича в Ленинграде по специальности «Военный инженер путей сообщения по строительству и восстановлению мостов на железной дороге».
В 1962 году был направлен в г. Читу на должность начальника штаба 39 отдельной железнодорожной бригады, подполковник.
С 1965 по 1966 гг. — командир 7 отдельного учебного железнодорожного полка в г. Свердловске, полковник.
В 1966 году переехал в Москву, где до 1970 г. занимал должность заместителя начальника отдела укомплектования и службы войск Штаба Железнодорожных войск. С 1970 года — начальник отдела кадров Главного Управления Железнодорожных войск СССР, полковник.
С 1976 года начальник Ленинградского высшего ордена Ленина Краснознаменного училища Железнодорожных войск и военных сообщений имени М. В. Фрунзе, генерал-майор.
В отставке с 1986 года.
Скончался 15 августа 2004 года.

## Награды
- Орден Отечественной войны I степени
- Орден Красной Звезды (дважды)
- Орден Трудового Красного Знамени
- Орден «За службу Родине в Вооружённых Силах СССР» III степени
- Медаль «За боевые заслуги» (дважды)
- Медаль «За оборону Кавказа»
- Медаль «За победу над Германией в Великой Отечественной войне 1941—1945 гг.»
- Медаль ордена «За заслуги перед Отечеством» II степени
- Медаль Социалистической Республики Румынии «25 лет освобождения Румынии от фашистского ига»
- Почётный железнодорожник